# ダック引越劇場
ダック引越劇場（ダックひっこしげきじょう）は、ダック引越センターのCMのために制作された10分から15分程度のコント。

## 概要
一般に動画として配信・視聴されるCMのうち、その多くが1本あたり15秒から長くても1分のテレビCMである。このCMは、公式ホームページにて配信するために制作され、そのうちの数秒が、テレビCMとして放映されていた。CM放送時は、全編に加え、裏話が公式ホームページで視聴できた。DVDとして販売もされている。CM内容が変更になり、配信は終了した。
コント仕立てで制作されているが、セットには実際に引越で用いられる段ボールなどの小道具に加え、運送用トラックまでも運び入れて撮影されている。配役は一話完結型になっており各話ごとの繋がりはないが、共通設定として全話が引越作業中の出来事になっている。締めのキャッチフレーズは「引越は愛」で、その一話が完結する。

## 出演
- おぎやはぎ
- 北陽
- エレファントジョン

## 各話リスト
1. ファーストシーズン
  1. ひどいわ!置き去りにするなんて!? の巻
  2. もうこれ以上我慢できないの!? の巻
  3. 姑って居場所ないのよね!? の巻
  4. ああ俺の才能が怖い!? の巻
  5. ゴメン、君にはもう萌えない!? の巻
2. セカンドシーズン
  1. もしも愛する息子が引越ししたら… の巻
  2. もしもお客様がボディビルダー夫婦だったら… の巻
  3. もしもお客様がうんちく王だったら… の巻
  4. もしも愛する彼女が引越ししたら… の巻

## DVD
- ダック引越劇場
  1. ファーストシーズン
  2. セカンドシーズン